# Emeri van Donzel
Emericus Joannes van Donzel (né à Nieuwstadt le 5 juillet 1925, mort à Wassenaar le 29 octobre 2017), est un historien néerlandais du Moyen-Orient, spécialiste de l'Éthiopie et des relations entre l'islam et le christianisme.
Il a été, de 1974 à 1990, directeur du Nederlands Instituut voor het Nabije Oosten (nl), (Institut néerlandais du Proche-Orient), et a co-dirigé la deuxième édition de l'Encyclopédie de l'Islam,,.